# Tom Crabbe
Tom Crabbe (Jette, 2 juni 2005) is een Belgisch wielrenner.

## Carrière
In 2024 werd Crabbe derde op het nationale kampioenschap op de weg voor beloften, achter Sente Sentjens en Senne Hulsmans.
In 2025 werd Crabbe prof bij Team Flanders-Baloise. Zijn debuut voor de ploeg maakte hij op Mallorca, waar hij deelnam aan twee manches van de Challenge Mallorca.

## Ploegen
- 2024 –  Bingoal WB Devo Team
- 2025 –  Team Flanders-Baloise